# Opostega
Opostega — род чешуекрылых насекомых из семейства опостегид.

## Описание
Гениталии самца: эдеагус отсутствует; нижний край винкулума выпуклый. Гениталии самки: антрум без склеритизированной пластинки.

## Систематика
В составе рода:
- Opostega abrupta Walsingham 1897
- Opostega accessoriella Frey & Boll 1876
- Opostega acidata Meyrick 1915
- Opostega adusta Walsingham 1897
- Opostega albogalleriella Clemens 1862
- Opostega amphimitra Meyrick 1913
- Opostega angulata Gerasimov 1930
- Opostega argentella Bradley 1957
- Opostega arthrota Meyrick 1915
- Opostega atypa Turner 1923